# Site de Yoshinogari
Yoshinogari (吉野ヶ里 遺跡, Yoshinogari iseki) est le nom d'un grand complexe de sites archéologiques de la période Yayoi situé à Yoshinogari et Kanzaki dans la préfecture de Saga, dans le Kyūshū au Japon. Selon la chronologie établie par sériations de poteries Yayoi au XXe siècle, Yoshinogari date d'entre le IIIe siècle av. J.-C. et le IIIe siècle. Cependant, les récentes tentatives d'utiliser les méthodes de datation absolue comme la spectrométrie de masse par accélérateur (datation par le carbone 14) ont montré que la plus ancienne composante Yayoi du site de Yoshinogari date d'avant 400 av. J.-C.

## Localisation
Le site archéologique de Yoshinogari est situé à cheval sur la frontière séparant le bourg de Yoshinogari (limite sud-ouest) et la ville de Kanzaki (limite est), dans l'est de la préfecture de Saga, sur l'ile de Kyūshū, au Japon. À une altitude variant de 15 à 25 m, dans le nord-ouest de la vallée fluviale formée par le fleuve Chikugo, il s'étend sur une superficie d'environ 400 000 m2 (40 ha).

## Contexte
Ce site archéologique est d'une grande importance dans la préhistoire japonaise en raison de sa grande taille et de la nature importante de la colonie et des objets qui s'y trouvent. Yoshinogari est composé d'une colonie, d'un cimetière et d'une enceinte close de plusieurs fossés et palissades. Des miroirs en bronze de Chine, des miroirs en bronze de style japonais, des poignards en bronze, des pièces de monnaie, des cloches, des hallebardes, des outils de fer, des outils en bois, des cheveux humains préhistoriques et de nombreux autres précieux artefacts ont été découverts sur le chantier de fouilles de Yoshinogari. La superficie totale du site est approximativement de 40 ha. Ce site a été fouillé sans relâche par un certain nombre d'organismes et institutions depuis 1986. En raison de ses caractéristiques supérieures, des artefacts et de son importance dans la préhistoire et la protohistoire japonaise, le site a été classé site historique national spécial en mai 1991,, et un parc historique y a été créé en 1992. Des structures anciennes y sont en cours de reconstruction et le parc est une attraction touristique majeure.
Yoshinogari est situé à 12 km de la mer d'Ariake sur une colline basse qui s'étend sur les monts Sefuri (ja) et est entouré sur trois côtés par des terres appropriées à la culture rizicole humide.

## Début du Yayoi
La plus ancienne composante de la colonie Yoshinogari s'est formée à l'extrémité sud de la petite colline s'étendant à partir des monts Sefuri. Le premier établissement avait une superficie d'environ 3 hectares et contenait un fossé d'enceinte. Un petit nombre de maisons en fosses, d'éléments caractéristiques de fosses et de jarres funéraires datant de cette sous-période ont été fouillés.

## Milieu du Yayoi

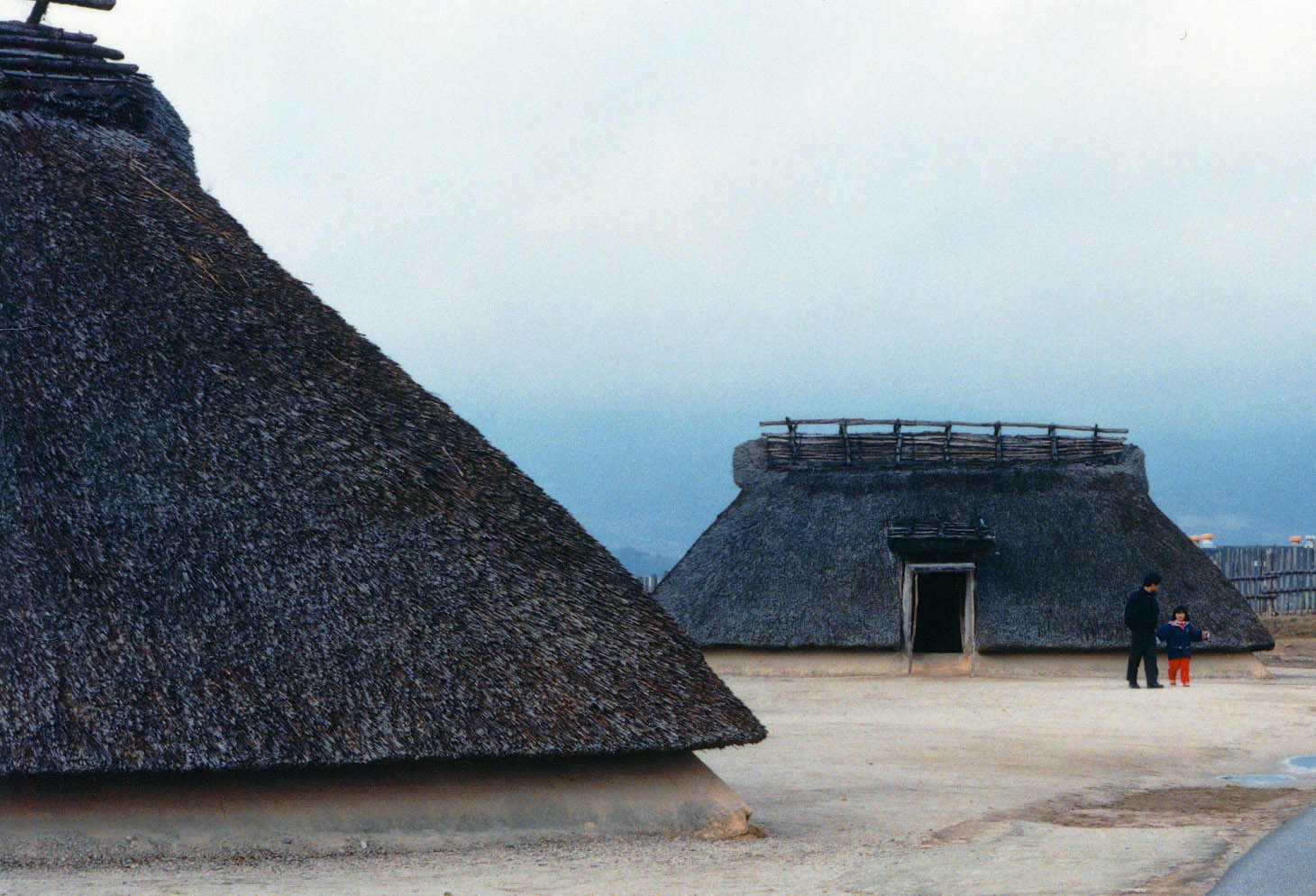
Habitations reconstituées.

Les caractéristiques mortuaires prédominent dans cette sous-période. Par exemple, un tumulus de 30 × 40 m a été construit à l'extrémité nord de la colline. Cinq des six jarres mortuaires au centre du monticule funéraire contenaient des ornements cylindriques en verre comparables à du jade en provenance de Chine et des poignards en bronze de la péninsule coréenne. Le tumulus funéraire est situé dans une zone éloignée de la majorité des sépultures, confirmant les soupçons de certains archéologues selon lesquels les personnes enterrées dans le tumulus étaient les dirigeants de Yoshinogari,,.
Plus de 2 000 jarres mortuaires datant de cette période ont été mises au jour à l'intérieur et à l'extérieur des zones abandonnées. Beaucoup de ces sépultures ont été alignées en une longue rangée de quelques centaines de mètres de long, parallèle à la longueur de la petite colline au milieu du site. Ses artefacts exhumés de sépultures du Moyen Yayoi indiquent la présence de quelques distinctions de statut. De larges chaussées surélevées en bois (greniers) sont apparues à la fin de cette sous-période au milieu et aux extrémités sud du site.
Une zone de la colonie du Moyen Yayoi semble avoir été consacrée aux instruments de coulée de bronze en raison du nombre de moules qui y ont été trouvés. Dans la même zone, des céramiques qui étaient communes le long des côtes de Corée (peut-être les derniers jeomtodae togi, hanja : 粘土帶土器 ou premiers wajil togi, hanja : 瓦質土器) au cours de la même période y ont également été exhumées. Cela a conduit certains archéologues japonais à proposer que l'interaction avec la péninsule coréenne du Moyen Yayoi était liée à la coulée du bronze.

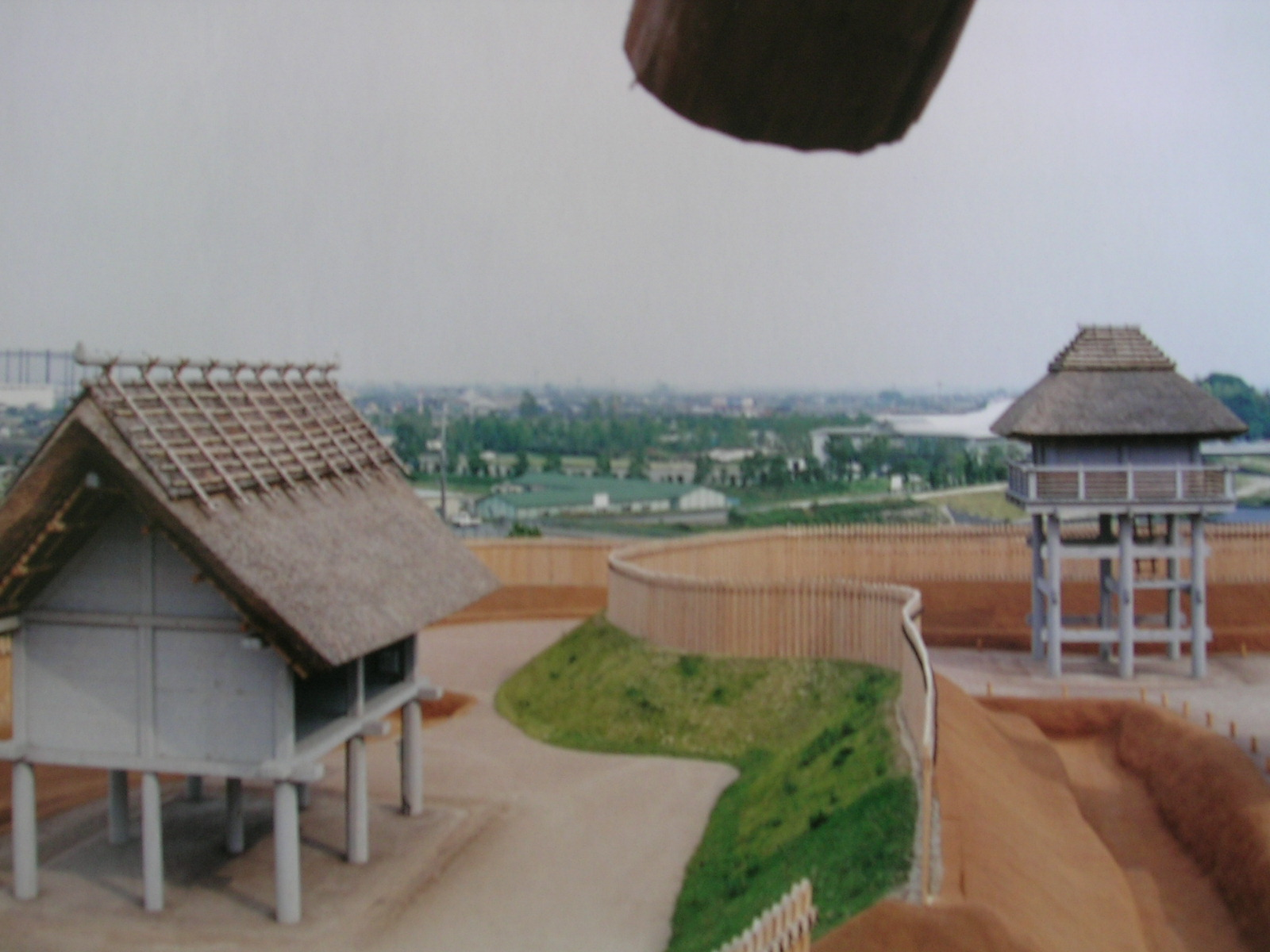
Enclos du nord montrant des bâtiments surélevés de la fin de la période Yayoi, des fossés et palissades à Yoshinogari.

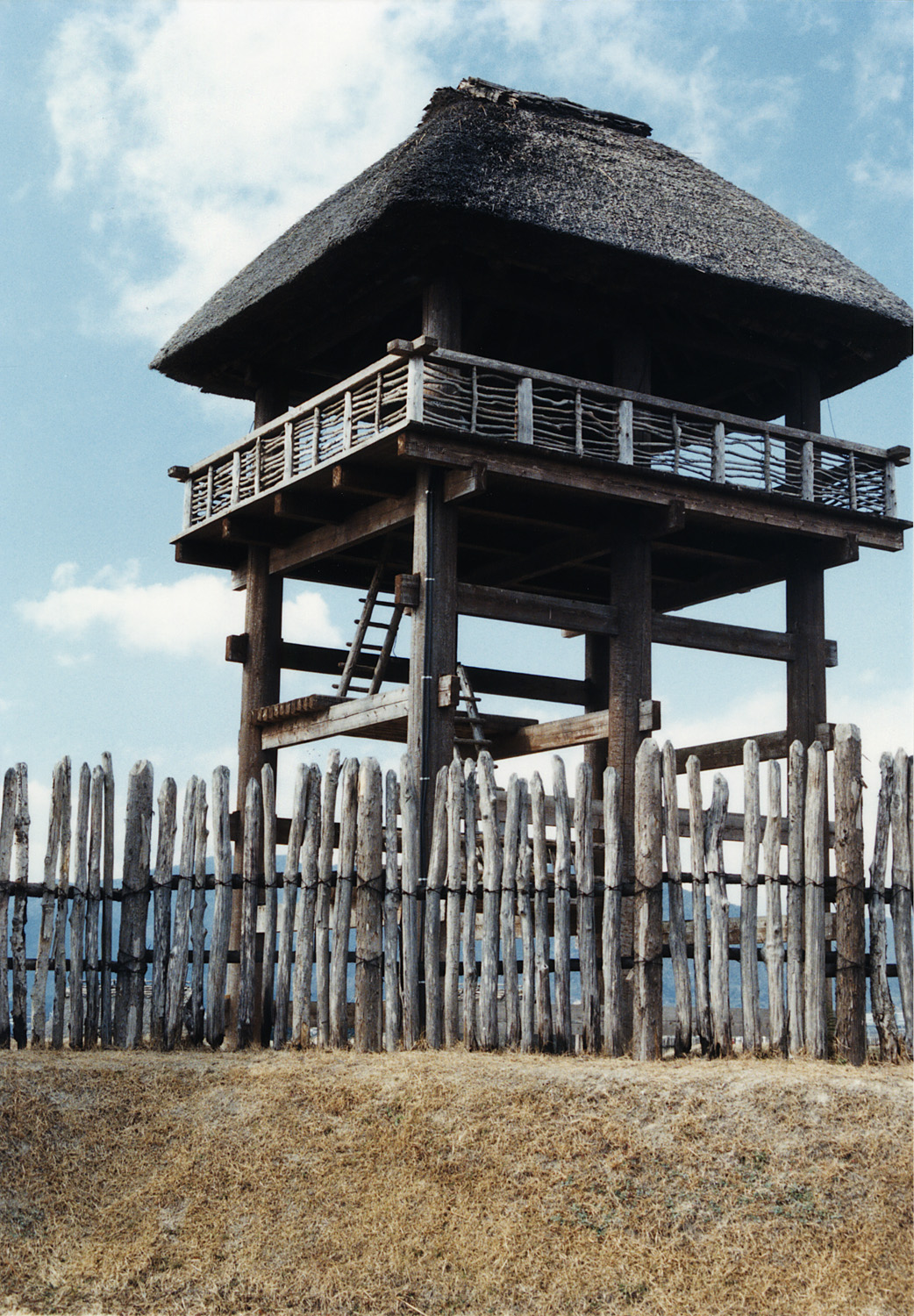
Structure surélevée de la période Yayoi, à Yoshinogari.

## Fin du Yayoi
Un grand fossé extérieur a été construit sur les bords de la petite colline, entourant complètement les zones de peuplement et du cimetière. À l'intérieur du fossé extérieur, de petites enceintes entourées de fossés ont été construites, qui entouraient des groupes de maisons en fosse et des bâtiments à plancher surélevé. Les fossés de l'enceinte intérieure de la fin de la période Yayoi étaient sans aucun doute destinés à la défense si l'on considère les poteaux à moules qui indiquent des palissades à l'intérieur des fossés. En effet, ce qu'on appelle l'« enceinte intérieure du nord » était entourée de fossés doubles.
Certains des bâtiments aux planchers surélevés de cette sous-période étaient assez hauts et larges. Par exemple, le plus grand bâtiment à plancher surélevé était de forme carrée (12,3 × 12,7 m) avec des poteaux à moules de 40 à 50 cm de diamètre. Il existe au Japon des constructions à planchers surélevés dans de grands sites de la période Jōmon comme le Sannai Maruyama.

## Perspectives historiques sur le parc archéologique de Yoshinogari
La découverte et la fouille subséquente de Yoshinogari constituent un évènement sensationnel, soutenu dans les médias japonais à la fin des années 1980 et au début des années 1990. L'attention accordée à ce site se concentre bientôt sur la spéculation intense que Yoshinogari aurait pu être la capitale de Yamatai, régime politique mentionné dans des textes historiques chinois tels que le Weizhi et le Houhanshu. Yamatai est supposé avoir eu des répercussions sur la formation d'une société de niveau étatique au cours de la période Kofun. La plupart des archéologues affirment qu'il n'y a aucun lien direct entre Yoshinogari et Yamatai,.
De nombreux éléments du parc archéologique ne sont fondés sur aucun indice, encore moins sur des preuves. Que ce soit les vêtements "Yayoi" que les visiteurs sont invités à porter, ou les danses auxquels ils sont invités à participer, mais aussi certaines mises en scènes théâtrales avec des mannequins costumés, dioramas accompagnés de commentaires textuels, tout cela confusément mêlé à des reconstitutions bien plus justifiées jette le trouble sur la fonction de l'archéologie dans tout cela. Le parc archéologique de 54 hectares jouxte en effet un parc de loisirs de 63 hectares. Le spectaculaire du site semble parfois se fondre dans un ensemble de divertissements plus ou moins ludiques où la vérité historique est secondaire. Ainsi la mise en scène, au 3e étage du Grand bâtiment des cérémonies, intitulée « Possession surnaturelle de la Grande Prêtresse » et le commentaire qui l'accompagne laissent à penser à Jonathan M. Reynolds que l'on a voulu induire le visiteur, imprégné de références littéraires, à identifier la prêtresse à Himiko, la légendaire reine-chamane au cœur de Yoshinogari. Le site archéologique vient ici illustrer des légendes dont rien ne permet de dire avec certitude qu'elles ont un lien avec l'époque et la culture Yayoi, et avec ce site en particulier. Un autre problème soulevé par la juxtaposition de reconstitutions relevant de plusieurs époques : le grand tertre funéraire est antérieur de plusieurs siècles aux palissades des enclos nord et sud. Ainsi le visiteur peu vigilant à ces questions « s'imaginera facilement transporté dans l'État de Yamatai à son apogée », « une histoire captivante ».